# Seglholmen
Seglholmen est une île norvégienne du comté de Hordaland appartenant administrativement à Austevoll.

## Description
Rocheuse et désertique, elle s'étend sur environ 106 m de longueur pour une largeur approximative de 86 m.